# La Malinche (volcán)
La Malinche, Malintzin o Matlalcueye (para los tlaxcaltecas) es un volcán sísmicamente activo con una altitud oficial de 4420 metros sobre el nivel del mar, localizado entre los estados mexicanos de Tlaxcala y Puebla. Forma parte del Eje Neovolcánico.
El Valle de Puebla-Tlaxcala, que bordea a la Malinche por el suroeste, alberga una de las mayores áreas metropolitanas de México. Para proteger el área boscosa que ya se encontraba en franco retroceso, se creó en 1938 el parque nacional La Malinche, que supone un refugio para las especies locales como el conejo o el lince. Además, la Estación Científica La Malinche (una colaboración entre la UNAM y la UAT) realiza trabajos de investigación, evaluación, conservación y educación ecológica en la región.

## Nombre
Los antiguos tlaxcaltecas nombraban al volcán Matlalcueye (del náhuatl: Matlalkweyeh ‘Dueña de la falda verde’‘matlaltik, 'verde'; kweitl, 'falda'; -eh, poseedor de’), una deidad asociada a Tláloc y los ritos del culto al agua. A la llegada de los españoles, este nombre cayó en desuso por sus connotaciones paganas, sustituyéndose por el de Sierra de Tlaxcala. En yuhmu, se le conoce con el nombre Mhuyꞌe.
Ya hacia el siglo XVII cobraba importancia el nombre de Malinche o Malintzin, que sigue siendo el más usado en la actualidad. Este nombre hace referencia a Malinalli o Doña Marina, mujer que fungió como intérprete, consejera, amante e intermediaria de Hernán Cortés durante la Conquista de México.

## Geomorfología

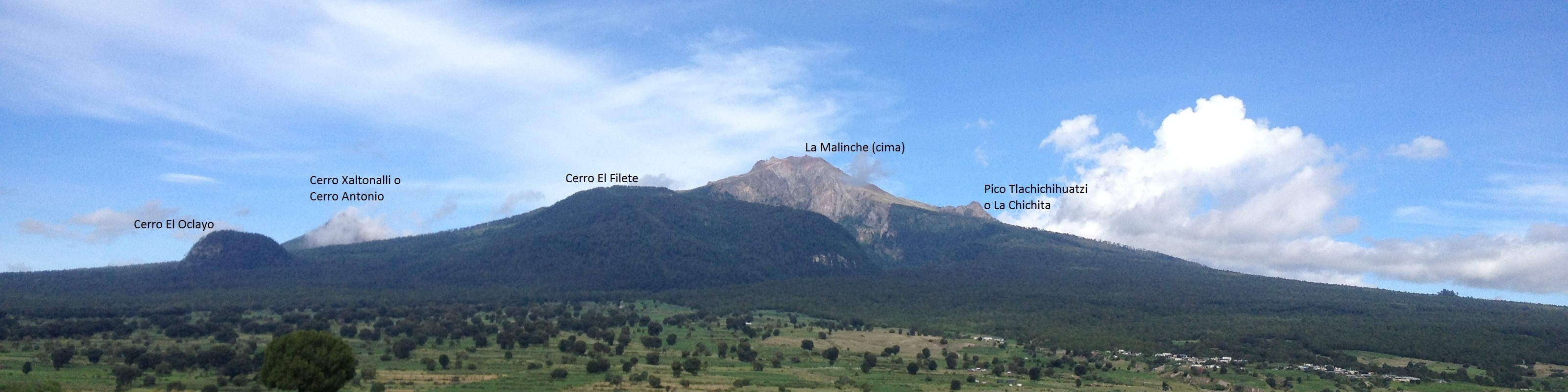
La Malinche y sus picos secundarios

La actividad volcánica en lo que hoy en día es la Malinche empezó hace más de 45 000 años y su última actividad fue hace 3100 años. Ha tenido varias erupciones que la ha hecho elevarse y colapsar sucesivamente. Posee lavas dacíticas y andesíticas, por lo que es un volcán explosivo que ha tenido erupciones vulcanianas a ultraplinianas. La Malinche arrojaba por los aires enormes trozos de roca, o bien cantidades enormes de polvo y ceniza, mezclados con trozos de obsidiana que caían en sus faldas o eran alejadas por el viento hasta los llanos. Parte de esa arena volcánica se ha cementado y forma parte del actual tepetate duro que abundan en la región. Recientemente, se ha registrado actividad sísmica en la Malinche, por lo que no debe considerarse un volcán en reposo, ni mucho menos extinto. Investigaciones geológicas han sugerido que tiene explosiones violentas, alternadas con largos períodos de reposo. La última actividad volcánica tuvo lugar hace unos 3 mil años.
La forma de la Malinche no es precisamente la de un cono volcánico simétrico como lo son, en cierta medida, el Citlaltépetl o el Popocatépetl. No obstante, cuenta con extensas laderas, algunas de las barrancas más escarpadas del país y varios picos secundarios, como el Tlachichihuatzi o la Chichita (4100 m s. n. m.), el Xaltonalli (3890 m s. n. m.) y el Chicomecanoa (3650 m s. n. m.). En las inmediaciones, se encuentran algunos cerros como el Cuatlapanga (2900 m s. n. m.) al nornoroeste, el Xalapasco (2750 mnsm) al noreste, el Tintero (2920 m s. n. m.) y el Pinal (3280 m s. n. m.) al sureste.
En las faldas de la Malinche hay bosques de pino-encino, que transicionan de ailes y varios tipos de encino en las partes bajas hasta pinos y oyameles en las partes altas. Por encima del límite del bosque (alrededor de los 3900 m s. n. m.), persiste el zacatonal. En las laderas predomina el clima templado subhúmedo típico de los valles del Eje Neovolcánico. Por encima de los 3500 m s. n. m., el clima es frío, con medias anuales entre los 2 y los 4 °C. En esta parte hay abundantes heladas la mayor parte del año; entre diciembre y marzo, también se dan nevadas.

## Flora y fauna

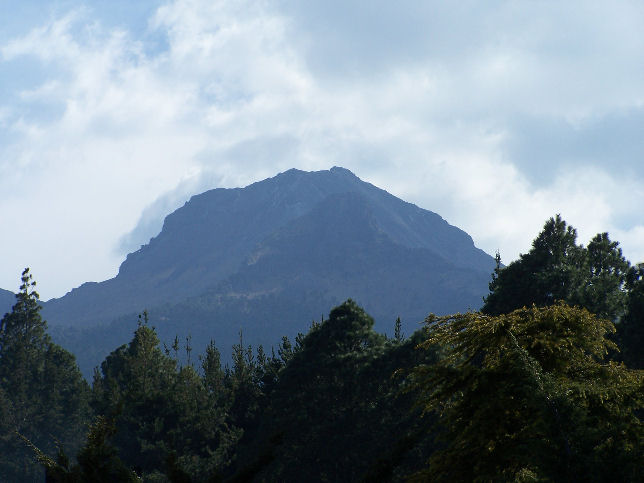
Bosque de pino en la Malinche

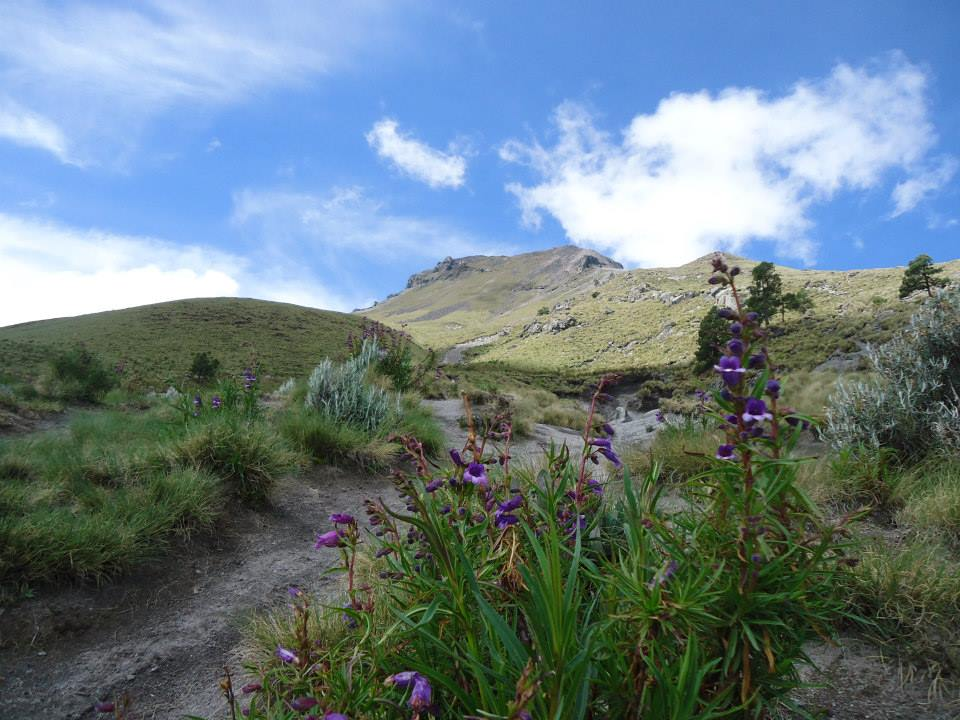
Penstemon gentianoides cerca del arenal

La Malinche se caracteriza por ecosistemas boscosos, en su mayoría perturbados. Esto es consecuencia principalmente de la continua huella humana en la región, que trae consigo elementos preturbadores como la deforestación, la agricultura y el pastoreo.
A grandes rasgos se trata de bosques mixtos, con transición de árboles de hoja ancha (encinos y alisos) en las partes inferiores hacia coníferas (pinos y abetos) en las partes superiores. Entre las especies proliferantes se encuentran:
- Árboles de hoja ancha: encino colorado (Quercus crassifolia), encino tesmolillo (Quercus crassipes), encino laurelillo (Quercus laurina), aile (Alnus jorullensis),

- Coníferas: ocote (Pinus montezumae), ocote blanco (Pinus hartwegii), oyamel (Abies religiosa),

Entre las herbáceas, hay presencia de la campanita morada (Penstemon gentianoides) y del zacatón (Muhlenbergia macroura); en arbustos, de la jarilla (Senecio cineraroides) y el capulincillo (Pernettya prostrata).
Con su abundancia de microclimas, la Malinche es hogar de una gran variedad de animales, algunos de los cuales son endémicos. Entre ellos destacan: la musaraña (Sorex oreopolus), el conejo serrano (Sylvilagus cunicularius) y el ratón de los volcanes (Neotomodon alstoni); además de 34 especies adicionales de mamíferos, 7 de anfibios, 14 de reptiles y 111 de aves.
El parque nacional La Malinche, establecido en 1938 por el presidente Lázaro Cárdenas para la protección de los recursos naturales, conforma un polígono más o menos circular con un radio de alrededor de 12 kilómetros desde la cima. Cuenta con 45 852 hectáreas, de las cuales aproximadamente dos tercios se localizan en el estado de Tlaxcala y un tercio en el estado de Puebla. Como tal, la flora y fauna del volcán se encuentran bajo protección de área natural protegida. No obstante, la reserva se encuentra hasta la fecha sin un programa de manejo adecuado de sus recursos naturales y territorio, y algunos problemas como la tala y el pastoreo ilegales siguen siendo frecuentes. 

## Importancia cultural

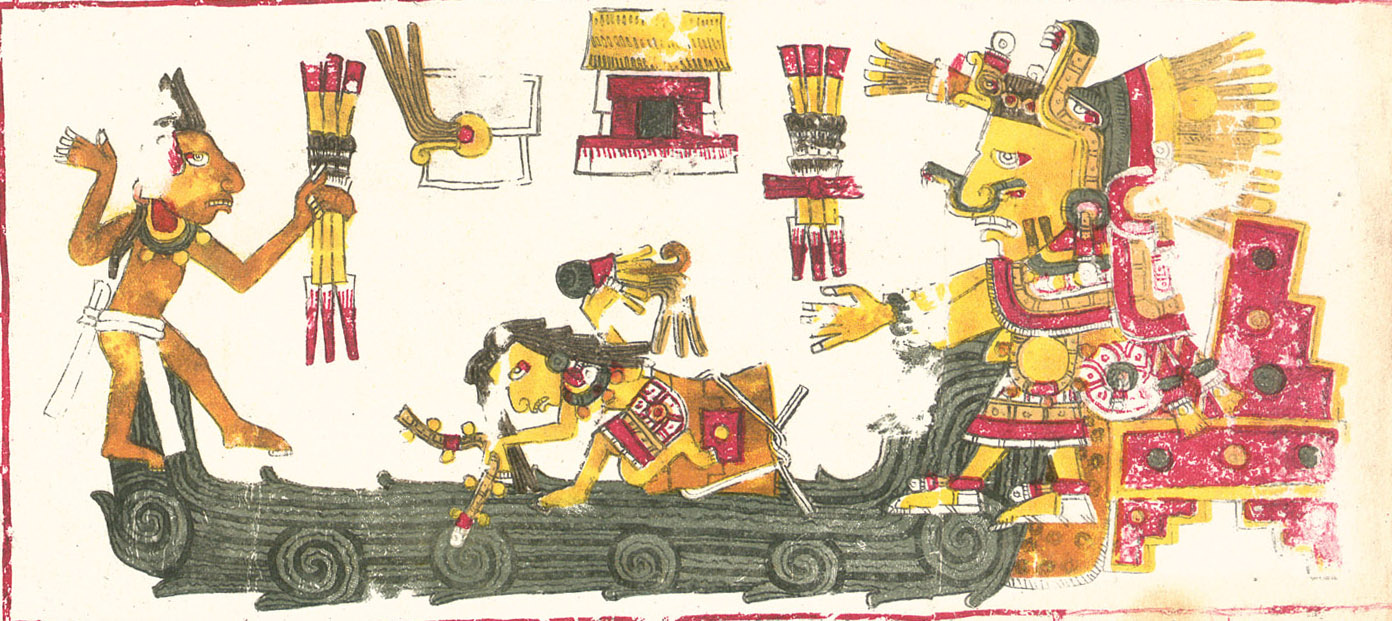
Chalchiuhtlicue o Matlalcueitl en el Códice Borgia

En el México prehispánico, el volcán era de suma importancia para los rituales del culto acuático. Llevaba el nombre de Matlalcueitl (otras grafías: Matlalcueye, Matlalcuéyetl y Matlalcuéyatl), que se acepta comúnmente como una variante local de Chalchiuhtlicue (del náhuatl: Falda de Jade), la diosa de las aguas terrestres. Unos templos llamados ayauhcallis (del náhuatl: casas de niebla) se localizaban en varios puntos del volcán, adonde los tlaxcaltecas subían al principio de la primavera para dejar ofrendas y sacrificios, pidiendo una temporada de lluvias abundantes.
Estas costumbres fueron mal vistas y prohibidas una vez completada la Conquista. De manera ejemplar, fray Martín de Valencia escaló la montaña para quemar y destruir los ídolos y adornos que encontró. Los rituales paganos, no obstante, siguieron hasta entrada la época colonial. Se considera incluso que la actual festividad de San Juan Bautista en el pueblo de Ixtenco guarda reminiscencias de un culto vinculado con el control de la lluvia, ya que para los otomíes la Malinche es un inmenso depósito de agua subterránea.
Por otro lado, existe hoy en día un pequeño santuario a la Virgen de Guadalupe pocos metros al sur de la cima, y es común que los fieles hagan una ascensión ritual el 12 de diciembre. Sin embargo, los repetidos intentos por montar una cruz o un santuario en la cima se han visto frustrados por la inclemencia de los elementos.
Siendo Tlaxcala el estado más pequeño de México, es posible ver la Malinche desde casi cualquier punto de la entidad. Sin duda, se trata de su emblema geográfico más importante. Diversos artistas han representado al volcán pictóricamente, como el muralista Desiderio Hernández Xochitiotzin, que lo plasmó en los murales del Palacio de Gobierno de Tlaxcala.
En el cine también ha figurado en películas como Enamorada (1946), de Emilio "El Indio" Fernández; Talpa (1956), Alfredo B. Crevenna; Lo que importa es vivir (1980), de Luis Alcoriza; y Canoa (1975) de Felipe Cazals. Esta última película relata el lamentable linchamiento, ocurrido en 1968, de cinco montañistas en el poblado de San Miguel Canoa. El grupo, conformado en parte por trabajadores de la Universidad Autónoma de Puebla, se disponía a ascender el volcán y buscaba refugiarse en Canoa por el mal tiempo. El cura local había instigado al pueblo, creyendo que se trataba de estudiantes comunistas.
Además, se menciona en el coro del Himno a Tlaxcala:

Como el sol que corona el Matlalcuéyetl
con un halo de luz casi divino
es Tlaxcala el futuro esplendoroso
que te forja invencible nuestra fe...

## Montañismo

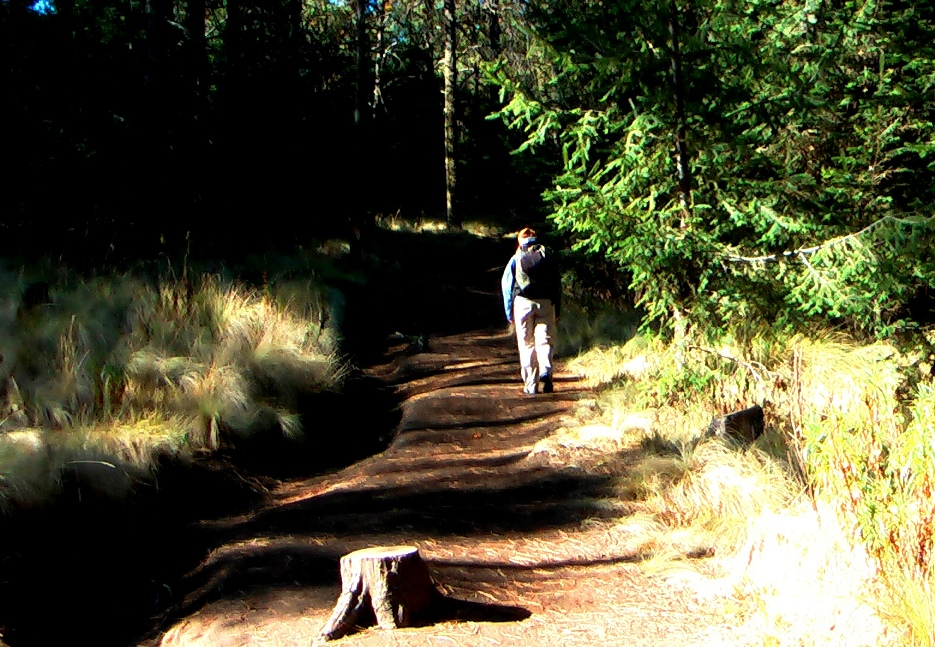
Un montañista camino a la cima

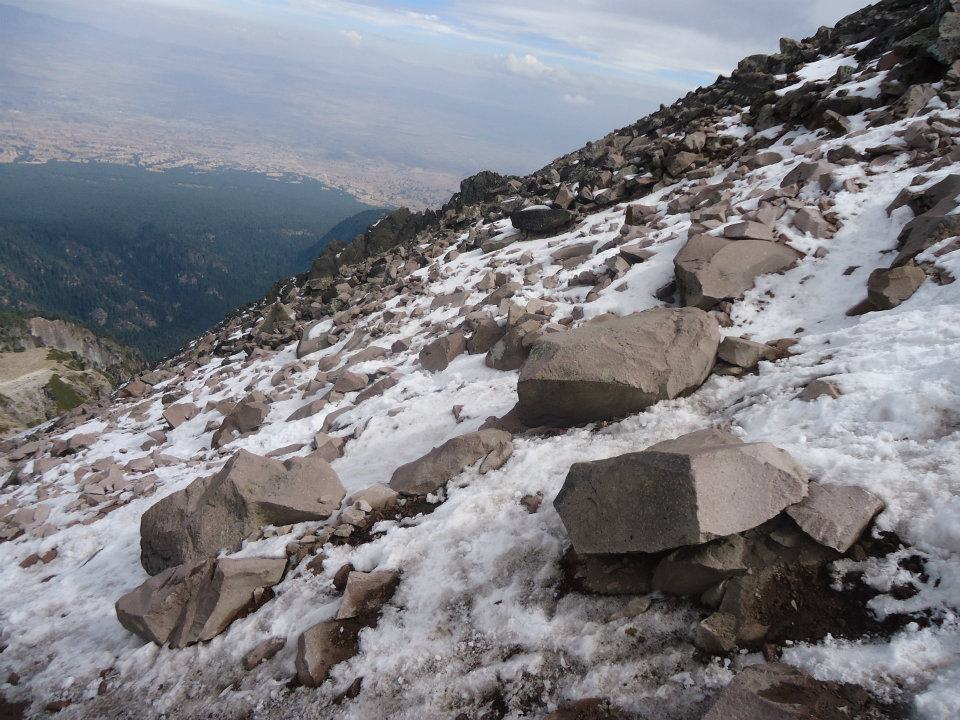
Sección de lajas, con presencia de hielo

La Malinche permite actividades deportivas como el montañismo, el senderismo y, en las partes más bajas, el ciclismo de montaña y el jogging. Puesto que la ruta de ascenso más breve puede completarse en un día sin mayores complicaciones (3-5 horas de ascenso y 2-3 de descenso), es un excelente entrenamiento para quien quiera iniciarse en la alta montaña o aclimatarse para ascender los cincomiles mexicanos. Se trata de una ascensión no técnica, y solo requiere de equipamiento especial (crampones y piolet) cuando ha nevado recientemente.
La ruta usual (desde la cara norte) inicia a 3100 m s. n. m. en el Centro Vacacional Malintzi, ubicado en la localidad Altamira Guadalupe en Huamantla, Tlax. Desde este punto se continúa sobre la calle que asciende, hasta encontrar un camino que corta entre las amplias curvas. Alrededor de los 3400 m s. n. m. empieza el sendero, doblando hacia la derecha en un tiradero de basura. A una altitud de 3800 m s. n. m. se alcanza un llano desde donde es posible apreciar la antecima norte, así como el pico Tlachichihuatzi del lado derecho. Al comenzar a dejar atrás los últimos pinos, empieza el arenal, la sección más extenuante del ascenso. La arista empieza a 4200 m s. n. m. y lleva a una gran roca, detrás de la cual hay una parte de lajas sueltas que hay que trepar ayudándose con las manos. Una vez alcanzada la antecima norte, se puede apreciar del lado izquierdo la profunda barranca Axaltzintle, identificada como un antiguo cráter. Una segunda arista más breve conecta con el peñasco fácilmente escalable en el que se localiza la cima.
Antes de la construcción del Centro Vacacional, la ruta normal empezaba en el poblado de San Miguel Canoa. Sigue siendo una vía medianamente popular aunque, como presenta un desnivel mayor (comienza a una altitud de 2600 m s. n. m.), se considera más difícil y peligrosa para montañistas no experimentados. Otras rutas menos transitadas parten de las localidades de San Juan Tepulco, Huamantla e Ixtenco.

## Galería de imágenes
|                                        |
| La Malinche nevada, vista desde Puebla |

|                 |
| Desde la subida |

|                               |
| Panorámica desde el Xalapasco |

|                     |
| Vista desde Ixtenco |

|                                          |
| El Cuatlapanga, con la Malinche al fondo |

|                                          |
| Con el Chichimecateutli y el Cuatlapanga |

|                  |
| Imagen satelital |

|                                             |
| Una cabaña en el Centro Vacacional Malintzi |

|           |
| Acueducto |

|                                            |
| Excursionistas cerca del límite del bosque |

|                                                  |
| El Popo y la Izta desde la cresta de la Malinche |

|                                        |
| La cima, con vista del Tlachichihuatzi |

|                                         |
| La Malinche vista desde Tlaxcala, Tlax. |